# Бригада 8
Брига́да 8  — хутор в Октябрьском районе Оренбургской области. Входит в состав Краснооктябрьского сельсовета.

## География
Хутор находится на расстоянии примерно 11 км (по прямой) на юго-запад от села Октябрьское, административного центра района.

## Население
| 2010 |
| ---- |
| 0    |

### Национальный состав
Согласно результатам переписи 2002 года, в национальной структуре населения казахи составляли 100 % из 10 чел.